# Zambézia (film)
A Zambézia (eredeti cím: Adventures in Zambezia) 2012-ben bemutatott angol nyelvű dél-afrikai egész estés 3D-s számítógépes animációs kalandfilm-vígjáték, melyet Wayne Thornley rendezett. A főszereplők Jeremy Suarez, Abigail Breslin, Jeff Goldblum, Leonard Nimoy, Samuel L. Jackson, Jim Cummings, Richard E. Grant, Jenifer Lewis, Jamal Mixon és David Shaughnessy.
Ez volt a Triggerfish Animation Studios első filmje. A Zambézia 2012. július 3-án jelent meg a mozikban, és 34,4 millió dollárt termelt, 20 milliós költségvetésével szemben. Magyarországon 2013. május 9-én mutatta be az ADS Service.

## Szereplők
| Szereplő  | Eredeti hang      | Magyar hang      |
| --------- | ----------------- | ---------------- |
| Vijju     | Jeremy Suarez     | Szabó Dávid      |
| Pihe      | Abigail Breslin   | Laudon Andrea    |
| Őszkarom  | Leonard Nimoy     | Papp János       |
| Sudár     | Samuel L. Jackson | Kőszegi Ákos     |
| Csőrnagy  | Jeff Goldblum     | Jáksó László     |
| Budzo     | Jim Cummings      | Schneider Zoltán |
| Morgonc   | Richard E. Grant  | Végh Péter       |
| Laza      | Jamal Mixon       | Elek Ferenc      |
| Bandzsiri | Deep Roy          | Mikó István      |
| Csiri     | Tania Gunadi      | Csifó Dorina     |
| Gogo      | Jenifer Lewis     | Felföldi Anikó   |
| Morton    | David Shaughnessy | N/A              |
| Neville   | Corey Burton      | N/A              |

## Megjelenés
A Zambéziát angol területeken 2012. július 3-án mutatta be a mozikban a Cinema Management Group és a Sony Pictures Entertainment, DVD-n és Blu-ray-n pedig 2013. április 24-én jelent meg a Sony Pictures Home Entertainment által.

## Díjak
A film 2012-ben a Durban Nemzetközi Filmfesztiválon elnyerte a legjobb dél-afrikai játékfilmnek járó díjat. Elnyerte a legjobb animációs díjat a dél-afrikai film- és televíziós díjátadón, valamint a legjobb animációs díjat a 9. afrikai filmakadémia díjátadóján.
| Díj                      | Kategória                                  | Jelölt         | Eredmény |
| ------------------------ | ------------------------------------------ | -------------- | -------- |
| Annie díj                | Zene egy animációs játékfilmben            | Bruce Retief   | Jelölve  |
| Annie díj                | szinkronizálás animációs játékprodukcióban | Jim Cummings   | Jelölve  |
| Afrikai filmakadémia díj | legjobb animációs film                     | Wayne Thornley | Elnyerte |

## Számlista
Az összes zenét Bruce Retief írta és komponálta, kivétel, ahol megjegyezték.
| 1.    | Get Up                    | Zolani Mahola         | 3:38 |
| 2.    | Bandits                   |                       | 1:18 |
| 3.    | High Speed Air Chase      |                       | 1:56 |
| 4.    | The Gorge                 |                       | 4:32 |
| 5.    | Cecil's Lament            |                       | 3:00 |
| 6.    | Flying to Zambezia        |                       | 3:06 |
| 7.    | Say Hello to Zambezia     | Gang of Instrumentals | 2:30 |
| 8.    | Zambezia Theme Variations |                       | 1:18 |
| 9.    | Hurricane Trials          |                       | 2:36 |
| 10.   | Lizards on Zambezia       |                       | 2:40 |
| 11.   | Fight on the Bridge       |                       | 3:04 |
| 12.   | Budzo's End               |                       | 1:12 |
| 13.   | Out of Mist               | Ludovic Mampuya       | 3:19 |
| 14.   | Easy Easy                 | Gang of Instrumentals | 2:10 |
| 36:19 |                           |                       |      |